# 11 (liczba)
11 (jedenaście) – liczba naturalna następująca po 10 i poprzedzająca 12.
Warunek podzielności zapisanej w systemie dziesiętnym liczby przez 11 jest taki, aby po odjęciu od sumy cyfr stojących na miejscach parzystych, sumy cyfr stojących na miejscach nieparzystych otrzymać liczbę podzielną przez 11.
Przykład:
Liczba 1287 → (1+8) − (2+7) = 9 − 9 = 0
1287 jest podzielna przez 11

## Wyraz jedenaście
Polska nazwa tej liczby ma bezpośrednie powiązanie ze stosowanym niegdyś addywnym systemem liczbowym języka cerkiewnosłowiańskiego – systemem liczbowym cyrylicy. Wszystkie liczby z zakresu 11…19 mają nazwy konstrukcji „cyfra na dziesięciu” (gdzie „cyfra” to któraś z wartości 1…9), przy czym „dziesięciu” uległo skróceniu do „ście”. W przypadku „jeden na dziesięciu” uległo skróceniu do „jeden-na-ście” (czyli „jedenaście”), tak jak „dwa na dziesięciu” do „dwa-na-ście” („dwanaście”) itd. aż do „dziewięć na dziesięciu” do „dziewięt’-na-ście” („dziewiętnaście”).
Spotykana czasem niechlujna wymowa tego wyrazu jak „jedynaście” jest błędna.

## 11 w nauce
- liczba atomowa sodu
- obiekt na niebie Messier 11
- galaktyka NGC 11
- planetoida (11) Parthenope

## 11 w kalendarzu
11. dniem w roku jest 11 stycznia. Zobacz też co wydarzyło się w 11 roku n.e.
11. miesiącem w roku jest listopad.